# بيدار بخت
محمد بيدار بخت (بالأردية: مُحمّد بیدار بخت؛ 4 أغسطس 1670 - 20 يونيو 1707) كان أميرًا مغوليًا. حكم والده محمد أعظم شاه لفترة وجيزة سلطنة المغول في عام 1707. اشتهر بيدار بكونه قائدًا شجاعًا وماهرًا وناجحًا، وكان يُنظر إليه على أنه الأمير المغولي الأكثر قدرة في عصره. وكان الحفيد المفضل للإمبراطور أورنغزيب.
منذ سن السابعة عشرة، تولى بيدار مناصب عسكرية وإدارية عليا. وكان من أولى أعماله اقتحام حصن سينساني، والذي تم بعد قتال عنيف وخسائر فادحة. في سن التاسعة عشرة، قاد قوة مغولية هزمت جيش المراثا الغازي وطاردته لمدة عشرة أيام.عُيين نائبًا للملك على أورنك آباد ثم على مالوا المحاذية لها. كان عليه باستمرار قمع الانتفاضات وصد التوغلات من الدول المجاورة. في عام 1707 توفي الإمبراطور أورنغزيب وخلفه والد بيدار. قُتل بيدار ووالده في معركة جاجاو التي كانت ضد عم بيدار.